# Isekai Izakaya „Nobu“
Isekai Izakaya „Nobu“ (jap. 異世界居酒屋「のぶ」) ist eine Light-Novel-Serie von Natsuya Semikawa mit Illustrationen von Kururi. Die Romanreihe erscheint seit 2014 und wurde 2015 zunächst als Manga und 2018 als Animeserie für das japanische Fernsehen adaptiert.

## Inhalt
Die Geschichten drehen sich um die Geschehnisse in der Bar Izakaya Nobu. Die japanische Bar, betrieben vom Wirt Nobuyuki Yazawa und der Kellnerin Shinobu Senke, hat eine Tür, die in eine fremde Welt führt. Entsprechend kommen die Gäste aus dieser mittelalterlich-europäisch anmutenden Welt und sind meist erstaunt über das exotische und ungewöhnliche japanische Essen, das ihnen geboten wird. Aber alle, von der Stadtwache über den Steuereintreiber bis zum Priester, finden schnell Gefallen an der Bar und werden zu Stammgästen. Zu der Bar kamen der Wirt und das Mädchen, als sie sich beide von ihrem vorherigen Arbeitgeber lossagten und sich selbstständig machen wollten. Als Shinobu am Tempel um Beistand bat, erhielt ihre neue Bar am nächsten Tag das Portal in die andere Welt.

## Buch-Veröffentlichungen
Die Light Novel kam zuerst 2012 auf der Online-Plattform Shōsetsu-ka ni Narō heraus, wo sie einen Wettbewerb gewann. Seit dem 10. September 2014 erscheint sie in Buchform beim Verlag Takarajimasha mit bisher sieben Bänden im Format JIS B6. Seit dem 4. August 2016 erscheint zudem eine Bunkobon-Fassung im kleineren A6-Format.
Eine Adaption als Manga, umgesetzt von Virginia Nitōhei, erscheint seit dem 5. Juli 2015 im Magazin Young Ace bei Kadokawa Shoten. Der Verlag bringt die Kapitel auch in bisher 20 Sammelbänden heraus (Stand Juli 2025). Der 6. Band – veröffentlicht nach Start der Animeserie – verkaufte sich in den ersten drei Wochen über 100.000 Mal. Eine englische Übersetzung erscheint bei Udon Entertainment.
Ein weiterer Manga gezeichnet von Kururi (hier unter der Schreibweise くるり, statt 転) namens Isekai Izakaya „Nobu“: Shinobu to Taishou no Koto Gohan erschien vom 23. Oktober 2015 bis 22. März 2016 auf der Website Kono ga Manga ga Sugoi! Web. Ein Buchband mit den acht Kapiteln wurde ab dem 20. April 2016 verlegt.

## Anime-Adaption
2018 entstand zu bei Studio Sunrise die Web-Animeserie Isekai Izakaya: Koto Aitheria no Izakaya Nobu (異世界居酒屋 〜古都アイテーリアの居酒屋のぶ〜, ~ Aitēria ~). Regie führte Katsumi Ono und Drehbuchautor war Shin Yoshida. Das Charakterdesign entwarf Mariko Ito. Am 13. April 2018 startete die Ausstrahlung der 24 Folgen in Japan auf mehr als einem Dutzend Streaming-Plattformen (darunter Amazon Prime Video, Google Play Store, YouTube), sowie international auf Crunchyroll als Isekai Izakaya: Japanese Food From Another World mit unter anderem deutschen und englischen Untertiteln. In vielen asiatischen Regionen wird der Anime von der chinesischen Seite bilibili gestreamt.
Jede der Folgen ist 15 Minuten lang, wobei das letzte Viertel unter dem Titel Nobu Plus entweder Ken’ichi Nagira in ein Izakaya in Japan folgt, in dem er das Gericht probiert das zuvor in der Sendung zu sehen war, oder Ryūta Kijima zeigt wie man dieses Gericht selbst kochen kann.

### Synchronisation
| Rolle           | japanischer Sprecher (Seiyū) |
| --------------- | ---------------------------- |
| Shinobu Senke   | Suzuko Mimori                |
| Nobuyuki Yazawa | Tomokazu Sugita              |
| Hans            | Atsushi Abe                  |
| Berthold        | Katsuyuki Konishi            |
| Nikolaus        | Showtaro Morikubo            |

### Musik
Die Musik der Serie stammt von Mito von der Rockband Clammbon. Das Vor- und Abspannlied ist Prosit! von Clammbon.